# Bach – Ein Weihnachtswunder
Bach – Ein Weihnachtswunder ist ein deutsch-österreichischer Fernsehfilm aus dem Jahr 2024 von Regisseur Florian Baxmeyer nach einem Drehbuch von Christian Schnalke mit Devid Striesow als Johann Sebastian Bach und Verena Altenberger als Anna Magdalena Bach zur fiktiven Entstehungsgeschichte des bekannten Weihnachtsoratoriums.

## Handlung
Im Dezember 1734 bringt das Weihnachtsfest die Musikerfamilie Bach in Leipzig zusammen. Dort treffen die Kinder Gottfried und Elisabeth auf die älteren Halbbrüder Friedemann und Emanuel. Anna Magdalena, genannt Magdalena, die zweite Frau von Johann Sebastian Bach, unterstützt ihren Mann, sodass er sich seiner Mission, den Menschen das Göttliche mit seiner Musik näherzubringen, widmen kann.
Das Weihnachtsoratorium soll rechtzeitig fertig werden. Stadtrat Adrian Stieglitz sowie der Superintendent werfen Bach Eitelkeit vor; ihnen ist der Musiker schon länger ein Dorn im Auge und sie befürchten, dass in der Thomaskirche wieder „opernhafte“ Musik zu hören sein werde. Johann Sebastian Bach hofft, mit dem Oratorium Dresdner Hof-Komponist zu werden und erwartet sich die Unterstützung aller Familienmitglieder. Schließlich verbietet der Rat der Stadt Leipzig die Aufführung des Weihnachtsoratoriums, Bach setzt davon unabhängig seine Arbeit daran aber unbeirrt fort.
Zwischen Johann Sebastian Bach und seinem Sohn Emanuel gibt es wiederholt Streit, weil dieser von seinem Vater nicht die gewünschte Anerkennung als Musiker erhält und Friedemann vom Vater bevorzugt wird. Während Emanuel seinem Vater Duckmäuserei gegenüber dem Rat und der Kirchenobrigkeit vorwirft, fordert dieser von seinem Sohn, endlich Verantwortung zu übernehmen, wie er es als Familienvater tue. Magdalena Bach und Emanuel sprechen bei Stadtrat Stieglitz vor, um sich für Bach und sein Oratorium einzusetzen. Von seiner Frau Maria erfährt Adrian Stieglitz, dass Gäste vom Dresdner Hof angekommen seien, darunter der Hofkapellmeister Johann Adolph Hasse, um sich das von Bach komponierte Oratorium anzuhören.
Die familiären Spannungen setzen dem zehnjährigen Gottfried zu, sein Vater schickt ihn gestresst weg. Als von Gottfried jede Spur fehlt, befürchtet seine Mutter, dass er sich verirrt habe und erfrieren könne. In ihrer Angst um ihr Kind wirft sie ihrem Mann daraufhin vor, die Menschen um sich herum schlecht zu behandeln, und gesteht ihm gleichzeitig, erneut schwanger zu sein. Sie macht ihm deutlich, wie sehr sie sich davor fürchte, noch einmal ein Kind zu verlieren, nachdem das Ehepaar bereits sieben seiner Kinder im frühen Alter begraben musste. Bach versucht sie zu beruhigen und beschwört sie, dass er glaube, dass in Dresden alles anders werde. Auch Bachs Sohn Emanuel ist aufgrund des andauernden Streits mit seinem Vater im Begriff abzureisen, wird von ihm aber mit der Bitte aufgehalten, gemeinsam mit ihm und den Chormitgliedern nach Gottfried zu suchen. Sebastian und Emanuel kehren schließlich mit Gottfried zurück, dem nichts passiert ist.
Nachdem die Familie gemeinsam eine überzeugende Kostprobe aus dem Oratorium gegeben hat, erteilt Stadtrat Stieglitz doch noch die Erlaubnis zur Aufführung. Sebastian Bach bittet Emanuel um Hilfe, da er es ohne ihn nicht schaffe, das Werk rechtzeitig fertigzustellen. Das Oratorium kommt schließlich wie ursprünglich geplant unter der Leitung von Bach in der Kirche zur Aufführung. Im Abspann wird unter anderem erwähnt, dass Johann Sebastian Bach zwei Jahre später den Titel des Hofkompositeurs erhalten habe, aber nicht die ersehnte Stelle, und er in Leipzig geblieben sei, wo seine Frau Magdalena Johann Christian Bach, den späteren „Londoner Bach“, zur Welt gebracht habe.

## Produktion und Hintergrund
Die Dreharbeiten fanden unter dem Arbeitstitel Bach – Eine Weihnachtsgeschichte vom 24. Januar bis zum 6. März 2024 in Sachsen, Sachsen-Anhalt, Thüringen und Niederösterreich statt. Gedreht wurde unter anderem in Weimar, Buttstädt, Merseburg sowie Greillenstein und Horn. Drehort war unter anderem Schloss Greillenstein, wo Aufnahmen, die in der Wohnung der Familie Bach spielen, gedreht wurden. Auf Schloss Schrattenthal bei Hollabrunn entstand eine Kneipenszene. Im Februar 2024 wurde im Merseburger Dom gedreht.
Produziert wurde der Film von Eikon Media in Koproduktion mit der österreichischen Epo-Film, beteiligt waren ARD Degeto, der Mitteldeutsche, der Bayerische und der Österreichische Rundfunk. Unterstützt wurde die Produktion von der Mitteldeutschen Medienförderung (MDM), FISAplus und RTR Medien.
Die Kamera führte Sten Mende, die Montage verantwortete Friederike Weymar. Das Kostümbild gestaltete Veronika Albert, das Szenenbild Pierre Pfundt und die Maske Michaela Payer. Als Green Consultant fungierte Marion Elisabeth Rossmann und als Intimitätskoordinatorin Teresa Hager. Die Rolle des Emanuel Bach wird von Striesows tatsächlichem Sohn Ludwig Simon gespielt. Für die Darstellung von Johann Sebastian Bach hatte Devid Striesow 20 Kilogramm zugenommen.
Für die Musik wurden der Thomanerchor Leipzig unter der Leitung von Andreas Reize sowie Organist Johannes Lang gewonnen. Cembalistin Elina Albach und ihr Ensemble Continuum unterstützten instrumental. Bernhard Schrammek übernahm die Fachberatung, Martina Eisenreich gestaltete die Filmmusik.
Miriam Feuersinger als Sopranistin lieh Verena Altenberger und damit der Figur Anna Magdalena ihre Singstimme.
Für ihre persönliche Fachberatung engagierte Verena Altenberger die Augsburger Musikwissenschaftlerin Susanne Wosnitzka.

## Veröffentlichung
Die Premiere des Films war am 30. Oktober 2024 im Rahmen der 46. Biberacher Filmfestspiele, wo die Produktion als Eröffnungsfilm gezeigt wurde.
In der ARD Mediathek wurde der Film am 13. Dezember 2024 veröffentlicht, im Ersten und auf ORF 2 erfolgte die Erstausstrahlung am 18. Dezember 2024, anlässlich des Bach-Gedenkjahres 2025 rund um den 340. Geburtstag im März 2025.

## Rezeption

### Kritiken
Jan Brachmann, Musikkritiker der Frankfurter Allgemeinen Zeitung, lobt zwar die Leistungen der Schauspieler und Sten Mendes Kameraführung. Der Film sei aber historisch mehrfach ungenau. Der Konflikt zwischen Bach und dem Stadtrat Adrian Stieglitz sei aufgebauscht und die Darstellung „hanebüchen“. Bach habe vielmehr die Unterstützung des Bürgermeisters Lange genossen. Auch dürfe man in Anna Magdalena Bach nicht nur das „Dielen schrubbende, Rotznasen und Kinderhintern putzende Hausmuttchen“ sehen. Als „Zudringlichkeit unserer Gegenwart gegenüber der Vergangenheit“ und „heute übliche Ergebenheitsadressen, ohne die kein Drehbuch bei der ARD mehr akzeptiert wird“, bezeichnet Brachmann verschiedene Äußerungen im Film in Bezug auf die Gleichstellung von Mann und Frau, etwa wenn Carl Philipp Emanuel Bach „trotzig-feministisch“ fordere, es sei nicht nur Aufgabe der Mutter, sondern auch des Vaters, sich um die Kinder zu kümmern. Brachmann resümiert: „Hält man den Mehrteiler ‚Johann Sebastian Bach‘ von Lothar Bellag aus dem Jahr 1985 dagegen, muss man sagen, dass im Respekt vor der historischen Diversität einer versunkenen Welt das Fernsehen der DDR in den Achtzigerjahren geistig freier war als der Umerziehungsfunk unserer Tage.“
Thomas Gehringer vergab auf tittelbach.tv 4,5 von 6 Sternen und bezeichnete die Produktion als unterhaltsamen Kostümfilm, der bestens in die Adventszeit passe. Ein Vater-Sohn-Konflikt sowie das Ringen mit dem Leipziger Rat um die Aufführung des Oratoriums sorgten für Spannung und emotionale Höhepunkte. Am Ende rocke der Barock-Klassiker nicht nur die voll besetzte Kirche im Film.
Guido Baltruschat erklärt in schlagerfieber.de: „Besonders gelungen ist die Darstellung von Anna Magdalena, die nicht nur als Ehefrau, sondern auch als kreative Partnerin eine Schlüsselfigur darstellt. Ebenso beeindruckend ist die subtile, aber kraftvolle Inszenierung des Generationskonflikts: Bachs Strenge und Emanuels Ehrgeiz stehen exemplarisch für den universellen Wunsch, als Individuum anerkannt zu werden. […] Besonders eindrucksvoll: Der Film zeigt, wie Musik nicht nur unterhält, sondern auch als Widerstand gegen Unterdrückung und Kontrolle fungieren kann – ein Thema, das selbst 290 Jahre später noch aktuell wirkt. [...] BACH – Ein Weihnachtswunder ist mehr als ein historischer Spielfilm – er ist ein emotionales Erlebnis. Die Mischung aus bewegender Musik, authentischen Charakteren und der zeitlosen Botschaft von Familie und Freiheit macht ihn zu einem Highlight des Weihnachtsprogramms. […] Die filmische Umsetzung überzeugt durch hochwertige Ausstattung, einfühlsame Charakterzeichnung und einen emotionalen Spannungsbogen. Die musikalischen Sequenzen verleihen dem Film eine besondere Kraft, die über das Historische hinausgeht.“
Karsten Huhn hingegen konnte dem Film nichts abgewinnen und schrieb im Wochenmagazin IDEA: „Leider plätschert der Film uninspiriert dahin. Ob Stiglitz, der Beamte mit dem kalten Herzen, der zehnjährige Gottfried, der plötzlich spurlos verschwindet, oder die schon erwachsenen Bach-Söhne Friedemann und Emanuel, die um die Gunst ihres Übervaters kämpfen: Man merkt dem Drehbuch an fast jeder Stelle an, dass hier künstlich versucht wurde, Spannung zu erzeugen. Zwar dienen Bachs Kompositionen als Filmmusik, dennoch wirkt das Ganze nicht stimmig. Anstatt „BACH“ einzuschalten, sollte der Zuschauer lieber gleich das Weihnachtsoratorium auflegen.“
Auch Oliver Armknechts Bewertung des Films bei film-rezensionen.de fiel mit vier von zehn möglichen Punkten negativ aus. Die Mischung aus Personen- und Zeitporträt plätschere vor sich hin, habe nicht wirklich viel über beides zu sagen. Da werde viel von Leidenschaften gesprochen, bewegend sei das Ergebnis aber kaum.
Tilmann P. Gangloff wiederum meinte auf evangelisch.de, dass der Film darstellerisch herausragend sei. Wie Martina Eisenreich Motive aus Bachs Werk in ihre eigene Arbeit integriert hat, sei große Kunst. Abgerundet werde das fesselnde biografische Drama durch eine sehenswerte Bildgestaltung.

### Quote
Die Erstausstrahlung am 18. Dezember 2024 im Ersten erreichte 4,77 Millionen Zuschauer bei einem Marktanteil von 19,6 Prozent. In der ARD-Mediathek erzielte der Film vorab rund 600.000 Aufrufe.